# Spiradiclis balansae
Spiradiclis balansae är en måreväxtart som först beskrevs av Charles-Joseph Marie Pitard, och fick sitt nu gällande namn av Hsien Shui Lo. Spiradiclis balansae ingår i släktet Spiradiclis och familjen måreväxter.
Artens utbredningsområde är Vietnam. Inga underarter finns listade i Catalogue of Life.